# خوسيه كارفاليو
خوسيه كارفاليو (بالبرتغالية: José Carvalho‏) هو كاتب سيناريو برازيلي، ولد في 11 يونيو 1964 في سالفادور في البرازيل.

## وصلات خارجية
- خوسيه كارفاليو على موقع IMDb (الإنجليزية)
- خوسيه كارفاليو على موقع ألو سيني (الفرنسية)
- خوسيه كارفاليو على موقع قاعدة بيانات الفيلم (الإنجليزية)